# Stjepko II. Šubić Bribirski
Stjepko II. Šubić Bribirski (?, o. 1215. - ?, o. 1265.), hrvatski velikaš iz roda Šubića, bribirski i trogirski knez. Sin je kneza Stjepana I. († 1238.), brat Jakova I. († 1270.) i nećak kneza Grgura III. († 1235.). Tijekom svoje vladavine uspio je ojačati svoj položaj unutar roda i postaviti temelje za njegov kasniji uspon.
Poslije očeve smrti sukobljavao se s bratićem Markom II., sinom Grgura III., zbog starješinstva u rodu. Bio je trogirski knez 1238. – 1250. godine te šibenski načelnik 1242. i knez 1246. – 1247. Istaknuo se u borbama protiv Mongola 1242. godine te je pružio zaštitu kralju Beli IV., zbog čega je 1251. godine dobio od kralja potvrdu nasljednog bribirskog kneštva.
Godine 1247. ponovno se razbuktio sukob između Stjepka i Marka II., ali budući da nijedna od suprostavljenih strana u rodu nije imala prevagu, mir je postignut nagodbom. Unatoč tome, nakon tog događaja se Marko II. ne spominje više u izvorima, dok su njegovi potomci izgubili važniju ulogu u rodu na dulje vremensko razdoblje.
Odigrao je značajnu ulogu u pripremi kasnijeg uspona Bribiraca, koji je uslijedio u vrijeme njegovih sinova Pavla I., Jurja I. i Mladena I. Osim sinova, imao je i dvije kćeri, Stanislavu i Jelenu.